# Michael Holt (snookerspeler)
Michael Holt (Nottingham, 7 augustus 1978) is een Engels professioneel snookerspeler. In 2020 won hij de Snooker Shoot Out door in de finale te winnen van Zhou Yuelong.

## Belangrijkste resultaten

### Rankingtitels
| #  | Seizoen     | Toernooi          | Verliezend finalist | Score |
| -- | ----------- | ----------------- | ------------------- | ----- |
| 1. | 2019 / 2020 | Snooker Shoot Out | Zhou Yuelong        | 64-1  |

### Minor-rankingtitels
| #  | Seizoen     | Toernooi                          | Verliezend finalist | Verliezend finalist | Score |
| -- | ----------- | --------------------------------- | ------------------- | ------------------- | ----- |
| 1. | 2010 / 2011 | Players Tour Championship - EPTC6 | John Higgins        | SCO                 | 4-3   |
| 2. | 2011 / 2012 | Players Tour Championship - PTC10 | Dominic Dale        | WAL                 | 4-2   |

### Wereldkampioenschap
Hoofdtoernooi (laatste 32 of beter):
| #  | Seizoen     | Editie  | Prestatie  | Extra                              |
| -- | ----------- | ------- | ---------- | ---------------------------------- |
| 1. | 2004 / 2005 | WK 2005 | Laatste 16 | Verloor met 13-10 van Steve Davis  |
| 2. | 2005 / 2006 | WK 2006 | Laatste 32 | Verloor met 10-8 van Peter Ebdon   |
| 3. | 2006 / 2007 | WK 2007 | Laatste 32 | Verloor met 10-4 van John Higgins  |
| 4. | 2008 / 2009 | WK 2009 | Laatste 32 | Verloor met 10-5 van John Higgins  |
| 5. | 2009 / 2010 | WK 2010 | Laatste 32 | Verloor met 10-4 van Joe Perry     |
| 6. | 2012 / 2013 | WK 2013 | Laatste 32 | Verloor met 10-1 van Ricky Walden  |
| 7. | 2013 / 2014 | WK 2014 | Laatste 32 | Verloor met 10-4 van Mark Allen    |
| 8. | 2015 / 2016 | WK 2016 | Laatste 16 | Verloor met 13-8 van Mark Williams |